# 3 идиота
«3 идиота» (англ. 3 idiots) — индийская комедия режиссёра Раджкумара Хирани и продюсера Видху Винода Чопры, вышедшая в прокат 25 декабря 2009 года. Свободная адаптация романа Five Point Someone индийского писателя Четана Бхагата. В главных ролях снялись Аамир Хан, Мадхаван, Шарман Джоши и Карина Капур. Сюжет рассказывает о двух друзьях по колледжу, которые спустя несколько лет после окончания отправляются на поиски третьего из их компании, попутно вспоминая совместно проведенное время и узнавая о потерянном друге ранее неизвестные факты.
Фильм «3 идиота» собрал в прокате более трёх миллиардов индийских рупий и возглавил список самых кассовых фильмов Болливуда, вытеснив с первого места прежнего рекордсмена «Гаджини» (2008). Рекорд фильма по сборам был побит только спустя 4 года кинолентой «Ченнайский экспресс».
Картина получила множество наград, включая 6 Filmfare Awards (в том числе за лучший фильм и лучшую режиссуру), 10 Screen Awards, 16 IIFA Awards и Национальную кинопремию как лучший развлекательный фильм. По состоянию на апрель 2019 года фильм занимал 84 место в списке 250 лучших фильмов по версии IMDb с рейтингом 8,3.
«3 идиота» был переснят в 2012 году на тамильском языке под названием «Друг» с Виджаем, Дживой и Шрикантом в главных ролях. А в 2017 году вышел одноимённый мексиканский ремейк, снятый Карлосом Боладо.

## Сюжет
Из-за неожиданного телефонного звонка Фархан обманом покидает готовый к взлёту самолёт и, выдавая себя за другого, использует чужую машину, чтобы, захватив по дороге своего друга Раджу, поскорей добраться до своего старого колледжа. На его крыше они встречают Чатура, вместе с которым здесь учились. Тот напоминает им, как десять лет назад на этом самом месте они заключили пари на то, кто большего добьется в жизни. Теперь у Чатура есть хорошая работа, дорогой дом и красивая жена, чем он и хвастается перед Фарханом и Раджу. Однако тем нет дела до его успеха, главное — он знает, где найти третьего из их компании — Ранчо.
Ранчодас Шамалдас Чанчад или просто «Ранчо» был их соседом по комнате в инженерном колледже. Он отличался от других студентов. В то время как они учились ради диплома, он учился ради знаний. Когда те просто получали знания, Ранчо применял их в жизни. Это привело его к конфликту с директором колледжа Виру Сахастрабудхе, прозванным среди студентов «Вирусом». Не улучшило ситуацию и то, что Ранчо смог подружиться с его дочерью Пией и убедить её расстаться со своим женихом, который во всём ценил только деньги. Вирусу удалось рассорить Раджу и Ранчо, использовав то, что семья Ранчо была намного богаче семьи Раджу. Однако ребята помирились, когда Ранчо помог отцу Раджу в трудную минуту. Не стало препятствием для дружбы и то, что Ранчо, несмотря на все свои проделки, стал лучшим студентом колледжа, а Раджу и Фархан занимали последние места по успеваемости.
Уже на последнем году обучения ребята убедили Ранчо признаться Пие в своих чувствах, для чего все трое забрались ночью в дом Вируса. Тому удалось разглядеть, что одним из хулиганов был Раджу, и он решил выгнать нерадивого студента из колледжа. Узнав об отчислении, Раджу попытался покончить с собой, выпрыгнув из окна. Его удалось спасти, после чего он резко поменял взгляды на жизнь и даже смог уговорить работодателей предложить ему должность, несмотря на плохие оценки. Однако Вирус собрался завалить Раджу на выпускном экзамене. Чтобы ему помочь, Ранчо с помощью Пии выкрал ответы на экзаменационные вопросы, но был пойман Вирусом и отчислен.
В день, когда Ранчо собрался домой, начался сильный дождь и город затопило. Из-за этого Вирус не смог доставить в больницу свою старшую дочь, у которой начались роды. Встретившись с ними, Ранчо с друзьями, советуясь с Пией по скайпу, помогли ребёнку появиться на свет. После этого Вирус помирился с Ранчо и разрешил ему окончить учёбу. Но в день получения дипломов Ранчо уехал из колледжа, никому ничего не сказав, и с тех пор ребята не знали, где его найти.
В настоящее же время у Чатура оказалась фотография его секретарши, в кадр которой случайно попал Ранчо. Все трое едут в Шимлу, где было сделано фото, и находят дом Ранчодаса Шамалдаса Чанчада. Однако это оказывается совсем другой человек. Меж тем у него на стене висит диплом их колледжа и общие фотографии курса, на которых Ранчо заменен на хозяина дома. Используя шантаж, друзьям удается узнать, что Ранчо — ненастоящее имя их товарища. Хозяин дома знал его под детским именем Чхоте. Чхоте был сыном садовника семьи Чанчад. Он очень любил учиться, а настоящий Ранчодас регулярно пользовался этим, посылая мальчика вместо себя в школу и позволяя ему делать его домашнюю работу. Когда обман раскрылся, мистер Чанчад решил использовать Чхоте, послав его учиться на инженера вместо своего сына. Настоящий Ранчодас направляет парней в Ладакх.
Фархан и Раджу связывают Чатура и, украв Пию с её свадьбы, едут искать их друга дальше. В итоге они находят его в сельской школе, полной оригинальных изобретений. Но впереди их ждёт ещё одно удивительное открытие, связанное с их «Ранчо»…

## В ролях
| Актёр          | Роль                                                       |
| -------------- | ---------------------------------------------------------- |
| Аамир Хан      | Ранчоддас «Ранчо» Шамалдас Чанчад / Чхоте / Пхуншук Вангду |
| Карина Капур   | Пиа Сахастрабудхе                                          |
| Мадхаван       | Фархан Куреши, рассказчик                                  |
| Шарман Джоши   | Раджу Растоги                                              |
| Боман Ирани    | директор колледжа Виру «Вирус» Сахастрабудхе, отец Пии     |
| Оми Вайдья     | Чатур «Глушитель» Рамалингам                               |
| Мона Сингх     | Мона Сахастрабудхе, сестра Пии                             |
| Джавед Джаффри | настоящий Ранчоддас Шамалдас Чанчад                        |
| Арун Бали      | Шамалдас Чанчад, отец настоящего Ранчоддаса                |
| Рахул Кумар    | Манмохан «Миллиметр» в детстве                             |
| Санджай Лафонт | Сухаз Тандон, жених Пии                                    |
| Парикшит Сахни | мистер Куреши, отец Фархана                                |
| Фарида Дади    | миссис Куреши, мать Фархана                                |
| Амардип Джа    | миссис Растоги, мать Раджу                                 |
| Мукунд Бхатт   | мистер Растоги, отец Раджу                                 |
| Али Фазал      | студент Джой Лобо                                          |
| Акхил Мишра    | библиотекарь Дубей                                         |

## Производство

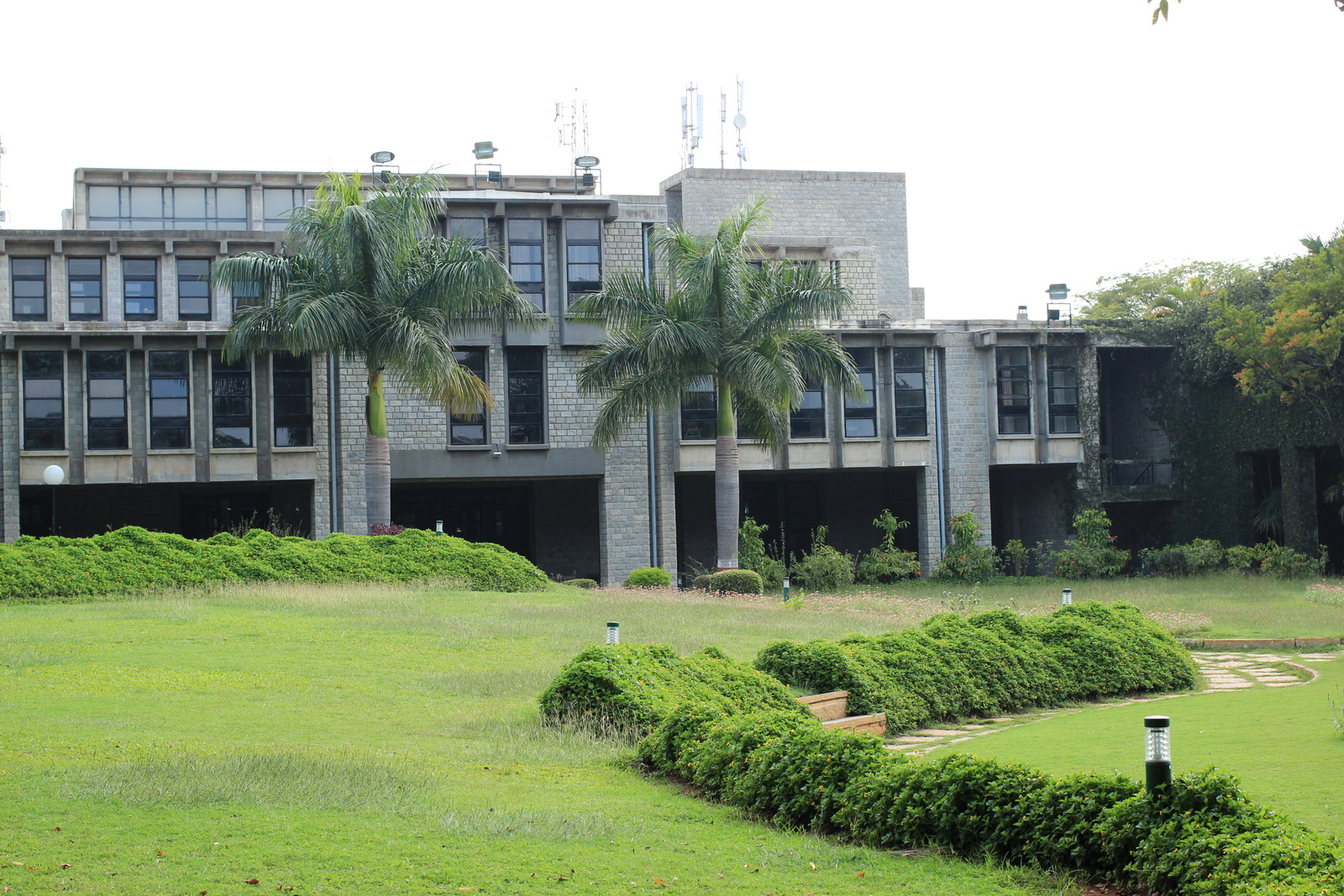
Индийский Институт управления в Бангалоре

Идея снять фильм на основе книги Five Point Someone индийского писателя Четана Бхагата пришла к Раджкумару Хирани, после того как он прочёл её во время перерыва в съёмках «Братан Мунна 2», вызванного наводнением в Мумбаи в 2005 году. Авторы сценария Абхиджит Джоши и Раджу Хирани уже примерно 13 лет вынашивали идею картины о человеке, который поступил в институт не ради степени, а ради знаний, а также были заинтригованы идеей снять фильм о поиске и путешествии по всей Индии.
Первоначально планировалось пригласить на главные роли молодых и неизвестных актёров. Однако все, кто пробовались на роли, не смогли показать хорошего взаимодействия между персонажами, и создатели отказались от этой идеи. Аамир Хан сам вызвался на главную роль, узнав сюжет фильма.
Съёмки фильма начались 26 августа 2008 года. Первой была снята сцена с Мадхаваном в самолёте, затем съемочная группа вместе с Аамиром и Кариной отправилась в Ладакх на 20 дней.
Концовка фильма была снята на озере Бангонг-Цо,
а в качестве школы, где преподавал главный герой, была показана Драконовая школа Белого Лотоса в городе Ше.
Из-за внезапно выпавшего в сентябре снега съёмки были приостановлены через два дня после начала, и было принято решение перейти на следующую локацию. В процессе переезда около десяти членов съёмочной группы было погребено под снегом, и понадобилась помощь армии, чтобы их спасти.
Помимо Ладакха, съёмки были намечены также в Дели, Бангалоре, Мумбаи и Шимле. Изначально Хирани планировал закончить фильм к декабрю 2008 года.
Для съёмок в интерьере больницы он на неделю арендовал помещения настоящего госпиталя в районе Ваши.
Студенческие дни героев были сняты в Индийском институте управления Бангалора в течение 45 дней. Часть обучающихся там студентов была задействована в фильме в качестве статистов.
Затем съёмочная группа вернулась в Мумбаи и продолжила работу на студии Film City с 18 по 23 марта 2009.
В фильме были показаны реальные изобретения малоизвестных жителей Индии: Ремия Хосе из штата Керала (стиральная машина на велосипедной тяге), Мохаммад Идрис из Уттар-Прадеш (машинка для стрижки на велосипедной тяге) и Джахангир Пейнтер из Махараштры (мукомольная мельница на основе скутера).

## Саундтрек
| Оценки критиков   | Оценки критиков |
| Источник          | Оценка          |
| ----------------- | --------------- |
| Bollywood Hungama | [ 17 ]          |
| Behindwoods       | [ 18 ]          |
| Rediff.com        | [ 19 ]          |
| Planet Bollywood  | [ 20 ]          |

Все тексты написаны Сванандом Киркире, вся музыка написана Шантану Мойтра.
| №  | Название                  | Исполнители                            | Длительность |
| -- | ------------------------- | -------------------------------------- | ------------ |
| 1. | «Aal Izz Well»            | Сону Нигам, Шаан, Свананд Киракире     | 4:36         |
| 2. | «Zoobi Doobi»             | Сону Нигам, Шрея Гхошал                | 4:08         |
| 3. | «Behti Hawa Sa Tha Woh»   | Шаан, Шантану Мойтра                   | 5:01         |
| 4. | «Give Me Some Sunshine»   | Сурадж Джаган, Шарман Джоши            | 4:07         |
| 5. | «Jaane Nahin Denge Tujhe» | Сону Нигам                             | 3:32         |
| 6. | «Aal Izz Well» (Ремикс)   | Сону Нигам, Шаан, Свананда Киракире    | 4:41         |
| 7. | «Zoobi Doobi» (Ремикс)    | Сону Нигам, Джайве Самсон, Шрея Гхошал | 3:29         |

## Критика
Кинокритики оценили фильм в целом положительно. Субхаш К. Джа (кинокритик и автор The Essential Guide to Bollywood) заявил: «Не то, чтобы „3 идиота“ является безупречным произведением искусства. Но это насущное, вдохновляющее и меняющее жизнь творение современного искусства проникает в каждую часть сердца. В стране, где студенты доходят до самоубийства из-за их невозможной учебной программы, „3 идиота“ дает надежду. Может быть, кино не сможет спасти жизнь. Но кино, непременно, может заставить вас чувствовать, что жизнь стоит прожить. „3 идиота“ делает именно это и многое другое». Никхат Казми из Times of India дала фильму четыре с половиной звезды и сказала: «фильм — буйство веселья […] Хирани выносит вперед свою упрощенную философию из серии „Братан Мунна 2“ также и в „3 идиота“, что делает их теплым и живым автографом режиссёра, соответствующим 2009 году. Вторая половина фильма запинается в некоторых частях, особенно в сцене рождения ребенка, но сюжету не занимает много времени, чтобы перейти в нужное русло». Майянк Шекхар из Hindustan Times дал фильму три с половиной из пяти звезд и прокомментировал: «это тот сорт фильма, после которого вы будете возвращаться домой с улыбкой и песней на устах». Таран Адарш из Bollywood Hungama присвоил «3-м идиотам» четыре с половиной звезды из пяти и сказал: «В целом, „3 идиота“ легко входит в число лучших фильмов Аамира, Раджкумара Хирани и Видху Винода Чопры. Сделайте себе и вашей семье одолжение: посмотрите „3 идиота“. Это эмоционально, это весело, это поучительно. Фильм имеет огромную привлекательность для молодежи и движущую силу для хорошего настроения, чтобы пройти с размахом». Кавери Бамзаи из India Today дала «3-м идиотам» пять звезд и написала: «Гений Хирани заключается в воссоздании сумасбродного мира колледжа с пьянками под заброшенным резервуаром для воды, со свадебными торжествами в качестве источника бесплатной еды, учёбой всю ночь напролёт и дружескими состязаниями».
Другие критики дали фильму смешанные отзывы. Сония Чопра из Sify присвоила фильму 3 звезды и сказала: «хотя он слишком рассчитанный и продуманный, „3 идиота“ всё же нормальный выбор для такого важного послания, интересного актёрского состава и разрозненных весёлых моментов». Раджив Масанд из CNN-IBN дал фильму три звезды из пяти и заявил: «возвращаясь домой после просмотра „3-х идиотов“, я чувствовал себя так, как будто я только что был в моем любимом ресторане, только чтобы быть не приведенным в восторг их фирменным блюдом. Это была сытная пища, не поймите меня неправильно, но не лучшая еда, как я ожидал». Шубхра Гупта из The Indian Express также дала фильму 3 звезды, заявив, что «„3 идиота“ не впечатлили меня так же, [как предыдущие фильмы Хирани]. Трогающая правдивость, которая проглядывала сквозь фильм в „Братан Мунна“, не проявляется здесь достаточно сильно».
Фильм также был высоко оценен за рубежом. На Rotten Tomatoes он имеет 100 % рейтинг критиков, основанный на шести обзорах, а также рейтинг аудитории 93 %, основанный на более чем 20 000 голосах. Дерек Элли из Variety написал, что «„3-м идиотам“ требуется время, чтобы наметить стратегию, но это эмоционально окупается во второй его половине». Роберт Абель из Los Angeles Times отметил, что «принцип joie de vivre („радуйся жизни“, символизируемый медитативной мантрой Ранчо Aal Izz Well) и очарование исполнения делают его одним из наиболее универсальных продуктов Болливуда». Louis Proyect описал фильм как «сказочное достижение по всем направлениям. Типичная сладость Болливуда, но также социальный комментарий о неблагополучной инженерной системе школьного образования, которая давит на огромное количество студентов, толкая их к самоубийству». Корейский сайт Naver дал фильму отзыв с оценкой 9,4 из 10; на этом же сайте фильм заработал рейтинг пользователей из 9,34 из 10 на основе почти 25 000 голосов, что делает его 22-м в списке лучших фильмов Naver. На китайском сайте Douban «3 идиота» имеет среднюю оценку аудитории 9,1 из 10 на основе более 500 000 голосов и занимает 12 место среди лучших фильмов.

## Награды
| Награды | Награды                       | Награды                                                 | Награды                                              | Награды |
| Год     | Награда                       | Категория                                               | Получатель                                           | Ссылка  |
| ------- | ----------------------------- | ------------------------------------------------------- | ---------------------------------------------------- | ------- |
| 2010    | Screen Awards                 | Лучший фильм                                            | —                                                    | [ 37 ]  |
| 2010    | Screen Awards                 | Лучшая режиссура                                        | Раджкумар Хирани                                     | [ 37 ]  |
| 2010    | Screen Awards                 | Лучшая популярная актриса                               | Карина Капур (совместно с фильмом «Жертва»)          | [ 37 ]  |
| 2010    | Screen Awards                 | Лучшее исполнение отрицательной роли                    | Боман Ирани                                          | [ 37 ]  |
| 2010    | Screen Awards                 | Лучшее исполнение комической роли                       | Оми Вайдья                                           | [ 37 ]  |
| 2010    | Screen Awards                 | Лучший сценарий                                         | Раджкумар Хирани, Абхиджат Джоши, Видху Винод Чопра  | [ 37 ]  |
| 2010    | Screen Awards                 | Лучшие диалоги                                          | Раджкумар Хирани и Абхиджат Джоши                    | [ 37 ]  |
| 2010    | Screen Awards                 | Лучший монтаж                                           | Раджкумар Хирани                                     | [ 37 ]  |
| 2010    | Screen Awards                 | Лучшая хореография                                      | Дуэт Bosco-Caesar                                    | [ 37 ]  |
| 2010    | Screen Awards                 | Самый многообещающий новичок (мужчины)                  | Оми Вайдья                                           | [ 37 ]  |
| 2010    | Stardust Awards               | Лучший фильм года (драма)                               | —                                                    | [ 38 ]  |
| 2010    | Stardust Awards               | Звезда года (женщины)                                   | Карина Капур                                         | [ 38 ]  |
| 2010    | Filmfare Awards               | Лучший фильм                                            | —                                                    | [ 39 ]  |
| 2010    | Filmfare Awards               | Лучший режиссёр                                         | Раджкумар Хирани                                     | [ 39 ]  |
| 2010    | Filmfare Awards               | Лучшая мужская роль второго плана                       | Боман Ирани                                          | [ 39 ]  |
| 2010    | Filmfare Awards               | Лучший сюжет                                            | Раджкумар Хирани и Абхиджат Джоши                    | [ 39 ]  |
| 2010    | Filmfare Awards               | Лучший сценарий                                         | Раджкумар Хирани, Абхиджат Джоши, Видху Винод Чопра  | [ 39 ]  |
| 2010    | Filmfare Awards               | Лучшие диалоги                                          | Раджкумар Хирани и Видху Винод Чопра                 | [ 39 ]  |
| 2010    | IIFA Awards                   | Лучший фильм                                            | Видху Винод Чопра                                    | [ 40 ]  |
| 2010    | IIFA Awards                   | Лучший режиссёр                                         | Раджкумар Хирани                                     | [ 40 ]  |
| 2010    | IIFA Awards                   | Лучшее исполнение ведущей женской роли                  | Карина Капур                                         | [ 40 ]  |
| 2010    | IIFA Awards                   | Лучшее исполнение мужской роли второго плана            | Шарман Джоши                                         | [ 40 ]  |
| 2010    | IIFA Awards                   | Лучшее исполнение отрицательной роли                    | Боман Ирани                                          | [ 40 ]  |
| 2010    | IIFA Awards                   | Лучший сюжет                                            | Раджкумар Хирани, Абхиджат Джоши, Видху Винод Чопра  | [ 40 ]  |
| 2010    | IIFA Awards                   | Лучшие стихи для песни                                  | Свананд Киракире («Aal Izz Well»)                    | [ 40 ]  |
| 2010    | IIFA Awards                   | Лучший мужской закадровый вокал                         | Шаан («Behti Hawa Sa Tha Woh»)                       | [ 40 ]  |
| 2010    | IIFA Awards                   | Лучший сценарий                                         | Раджкумар Хирани, Абхиджат Джоши и Видху Винод Чопра | [ 40 ]  |
| 2010    | IIFA Awards                   | Лучшие диалоги                                          | Раджкумар Хирани и Абхиджат Джоши                    | [ 40 ]  |
| 2010    | IIFA Awards                   | Лучшая операторская работа                              | Ч. K. Муралидхаран                                   | [ 40 ]  |
| 2010    | IIFA Awards                   | Лучший монтаж                                           | Раджкумар Хирани                                     | [ 40 ]  |
| 2010    | IIFA Awards                   | Лучшая звукозапись (англ. Sound Recording)              | Бишвадип Чаттерджи и Нихар Ранджан Самал             | [ 40 ]  |
| 2010    | IIFA Awards                   | Лучшая запись песен (англ. Song Recording)              | Бишвадип Чаттерджи и Сачин К. Сангхви                | [ 40 ]  |
| 2010    | IIFA Awards                   | Лучшая работа звукорежиссёра (англ. Sound Re-recording) | Ануп Дев                                             | [ 40 ]  |
| 2010    | IIFA Awards                   | Best Background Score                                   | Санджай Вандрекар, Шантану Мойтра и Атул Ранинга     | [ 40 ]  |
| 2010    | Национальная кинопремия Индии | Лучший развлекательный фильм                            | —                                                    | [ 41 ]  |
| 2010    | Национальная кинопремия Индии | Лучшая работа звукорежиссёра                            | Ануп Дев                                             | [ 41 ]  |
| 2010    | Национальная кинопремия Индии | Лучшие слова для песни                                  | Свананд Киракире («Behti Hawa Sa Tha Woh»)           | [ 41 ]  |
| 2011    | Star Guild Awards             | Специальная награда за лучший фильм 2009 года           | —                                                    | [ 42 ]  |
| 2011    | Star Guild Awards             | Специальная награда за лучшую режиссуру 2009 года       | Раджкумар Хирани                                     | [ 42 ]  |

## Кассовые сборы
«3 идиота» был выпущен в прокат 25 декабря 2009 года 1550 копиями на 1760 экранах Индии и ещё 342 копиями на 366 экранах за рубежом.
Фильм побил все рекорды кассовых сборов в Индии сразу после выхода. Сборы от платного предпросмотра составили порядка 270 млн рупий.
Первый день проката принес 129 млн рупий.
В первые выходные фильм собрал 410 млн рупий.
Сборы первой недели составили 791 млн рупий.
Вторая неделя принесла прокатчикам около 560 млн рупий, а общая сумма доходов достигла 1,36 млрд рупий.
На третью неделю проката фильм собрал ещё 300 млн рупий и 1,66 млрд всего.
Итоговая сумма сборов в Индии составила 2,02 млрд рупий, впервые превысив планку в 200 крор.
Фильм возглавил список самых кассовых фильмов Болливуда, вытеснив с первого месте прежнего рекордсмена «Гаджини» (2008).
Рекорд фильма по сборам был побит только спустя 4 года фильмом «Ченнайский экспресс», который в свою очередь проиграл фильму «Байкеры 3», вышедшему в том же 2013.
«3 идиота» также стал самым кассовым индийским фильмом за рубежом на момент выхода в прокат. Картина собрала 4 млн долларов в первые же выходные. Сборы в США в первые две недели составили 4,8 млн долларов. Общие сборы составили 6,5 млн в США, 3 млн в Гонконге, 3 млн в Южной Корее, 2,5 млн в Великобритании и почти 1 млн в Австралии. В Гонконге фильм демонстрировался в кинотеатрах более 6 недель, тогда как другие индийские фильмы обычно шли одну-две недели. Фильм вышел в прокат в Китае 8 декабря 2011 года в количестве 900 копий и собрал в течение следующих 18 дней более 2 млн долларов. Одной из причин такого успеха на восточно-азиатском рынке называют схожесть систем образования, что позволило многим студентам ассоциировать себя с героями фильма.